# Angarsk
Angarsk (russisch Анга́рск) ist eine 1948 gegründete Stadt in Russland mit 233.567 Einwohnern (Stand 14. Oktober 2010). Benannt ist sie nach dem Fluss Angara, an dessen Ufer sie liegt.

## Geographische Lage
Die Stadt liegt im Süden der Oblast Irkutsk in Sibirien am Zusammenfluss von Angara und Kitoi, knapp 4200 km Luftlinie von Moskau entfernt; bis zur nächsten Großstadt Irkutsk sind es etwa 50 km.

## Geschichte
Der Bau von Angarsk begann 1945. 1951 wurde der Status einer Stadt verliehen.

### Bevölkerungsentwicklung
| Jahr | Einwohner |
| ---- | --------- |
| 1959 | 134.390   |
| 1970 | 203.310   |
| 1979 | 238.802   |
| 1989 | 265.835   |
| 2002 | 247.118   |
| 2010 | 233.567   |
| 2019 | 225.489   |

Anmerkung: 1959–2010: Volkszählungsdaten;  2019:

## Wirtschaft und Verkehr
Die Wirtschaft in Angarsk besteht vor allem aus Ölindustrie, Maschinenbau, Metallbearbeitung, Holzverarbeitung, Chemikalienherstellung und Petrochemie.
Angarsk ist einer der Standorte des russischen Atomprogramms. Außer in Nowouralsk, Sewersk und Selenogorsk wird auch im Angarsker Elektrolyse-Chemischen Kombinat abgereichertes Uran aus den Uran-Anreicherungsanlagen in Gronau und Almelo verarbeitet. Hierdurch wurde die Stadt Schauplatz von gewalttätigen Auseinandersetzungen um die russische Atompolitik, die im Juli 2007 ein Todesopfer unter demonstrierenden Atomkraftgegnern forderte. Die nukleare Anlage dient der Herstellung von Uranhexafluorid (Urankonversion), der Uran-Anreicherung und in geringfügigerem Umfang der Herstellung nichtnuklearer Chemieprodukte. Das Werk gehört zum TWEL-Konzern, der der Föderalen Agentur für Atomenergie Russlands untersteht.
Angarsk ist an die Transsibirische Eisenbahn angebunden. Außerdem liegt Angarsk an der russischen Fernstraße R255, die Teil der transkontinentalen Straßenverbindung von Moskau nach Wladiwostok ist. Der öffentliche Personennahverkehr der Stadt wird unter anderem durch die Straßenbahn Angarsk durchgeführt.

## Strafkolonie 15 Angarsk
Am südlichen Stadtrand von Angarsk befindet sich die für 1302 Gefangene ausgelegte Strafkolonie 15 (Исправительная колония 15), auch IK-15 Angarsk (ИК-15 Ангарск) genannt. Im April 2020 wurden dort Häftlingsproteste von den Wachmannschaften brutal niedergeschlagen. Das EU-Russia Civil Society Forum (CSF), das Forum Menschenrechte und die Aktion der Christen für die Abschaffung der Folter (ACAT) machten die Vorfälle auch im Ausland bekannt.

## Kultur und Sport
Angarsk verfügt unter anderem über ein Uhrenmuseum sowie die Technologische Akademie Angarsk.
Im Jahre 2006 war der Baubeginn für eine neue Eishockeyhalle, die seit ihrer Eröffnung 2010 unter dem Namen „Jermak-Arena“ (russisch «Аре́на Ерма́к») bei den Heimspielen des Eishockeyvereins Jermak Angarsk 7000 Zuschauern Platz bietet.

## Galerie

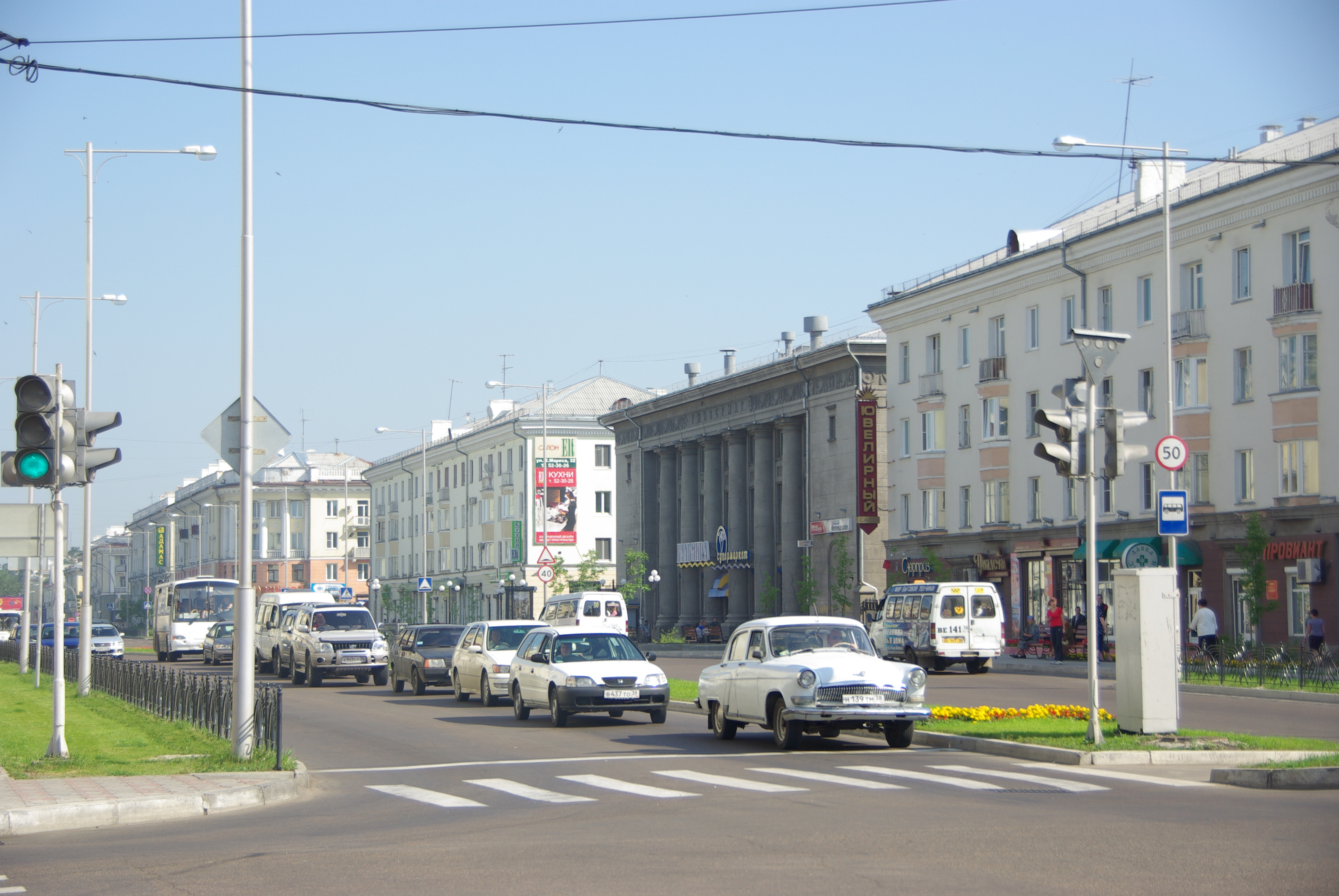
Innenstadt von Angarsk
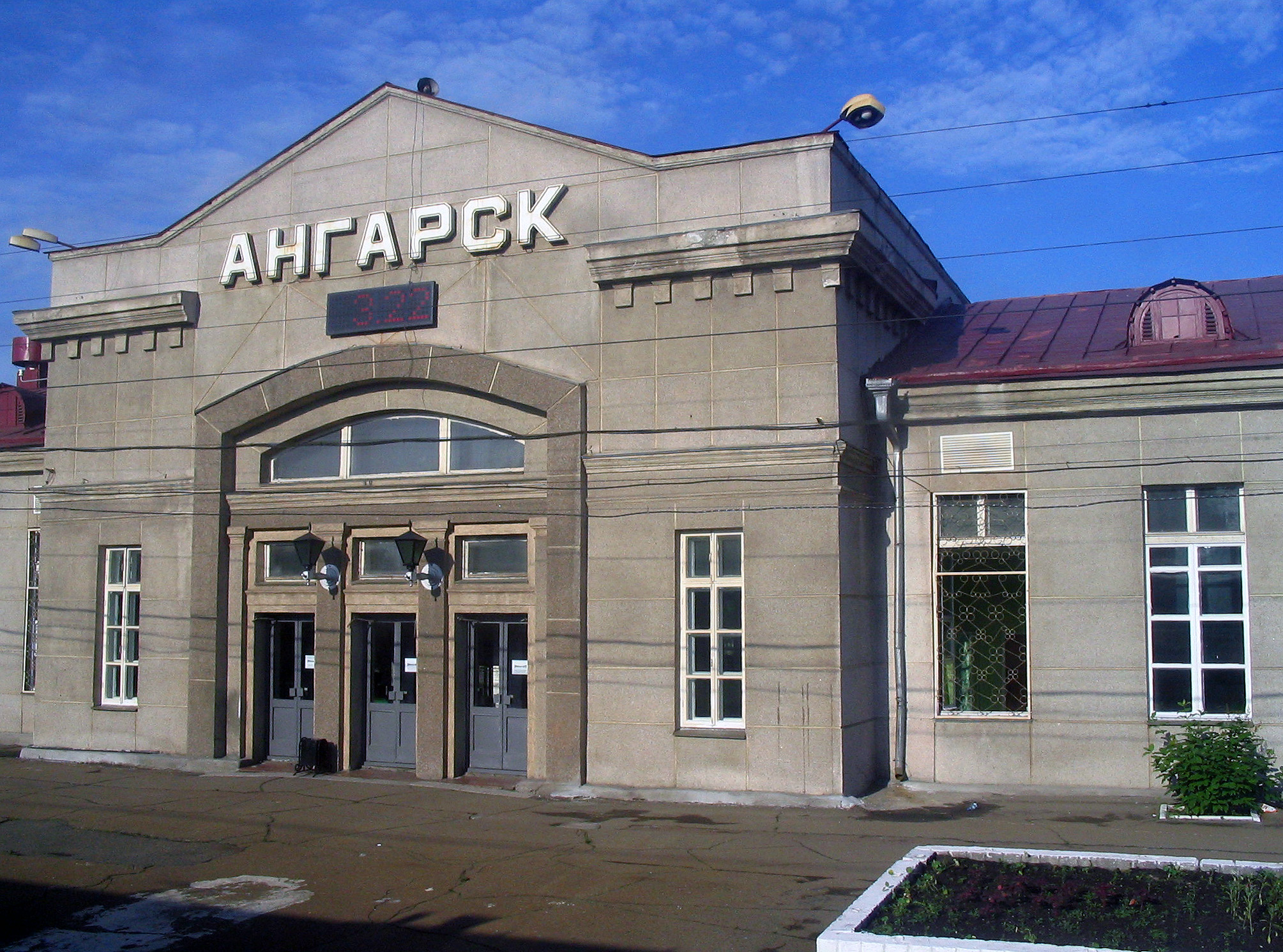
Bahnhof Angarsk
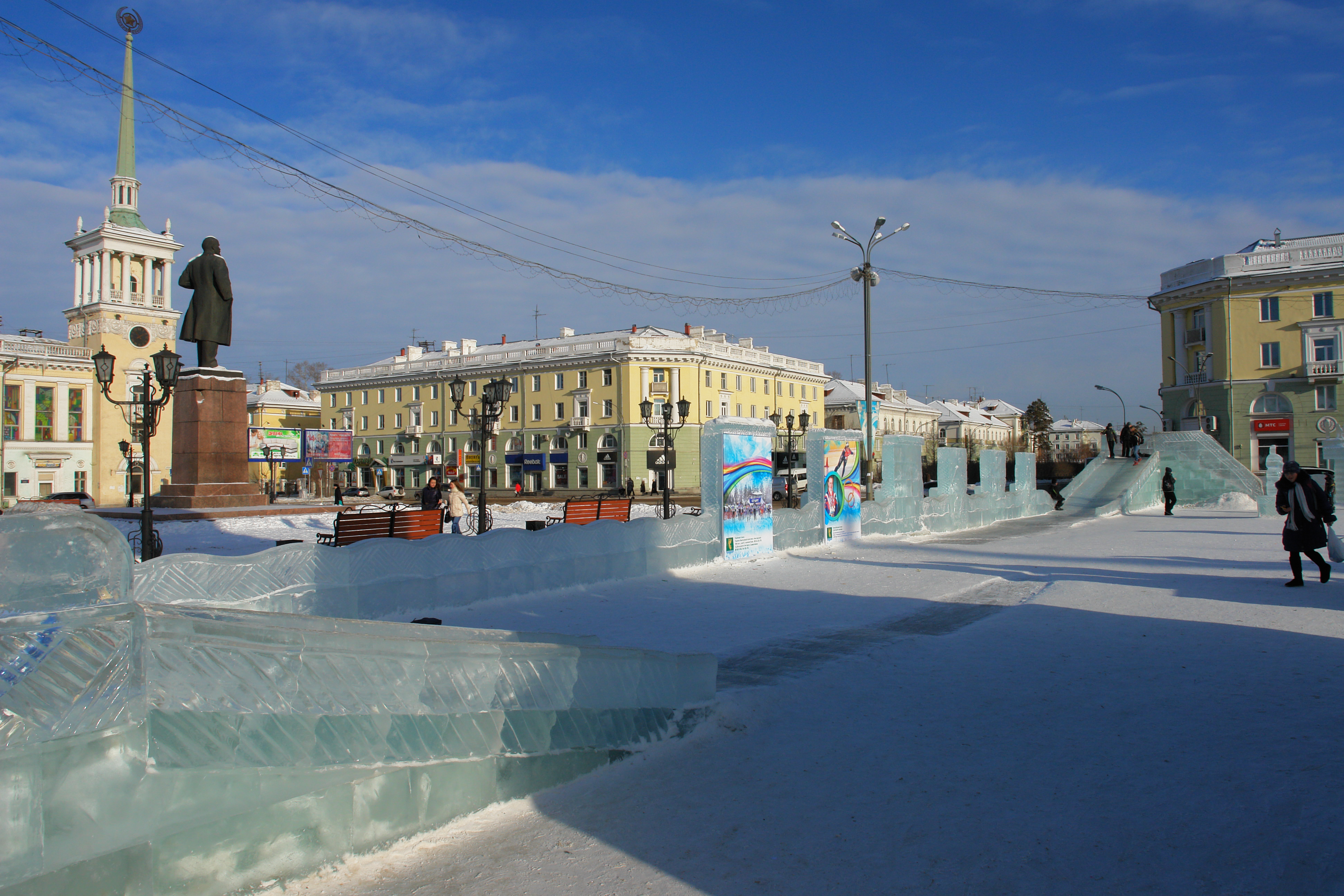
Eisstadt  Agarsk 2014
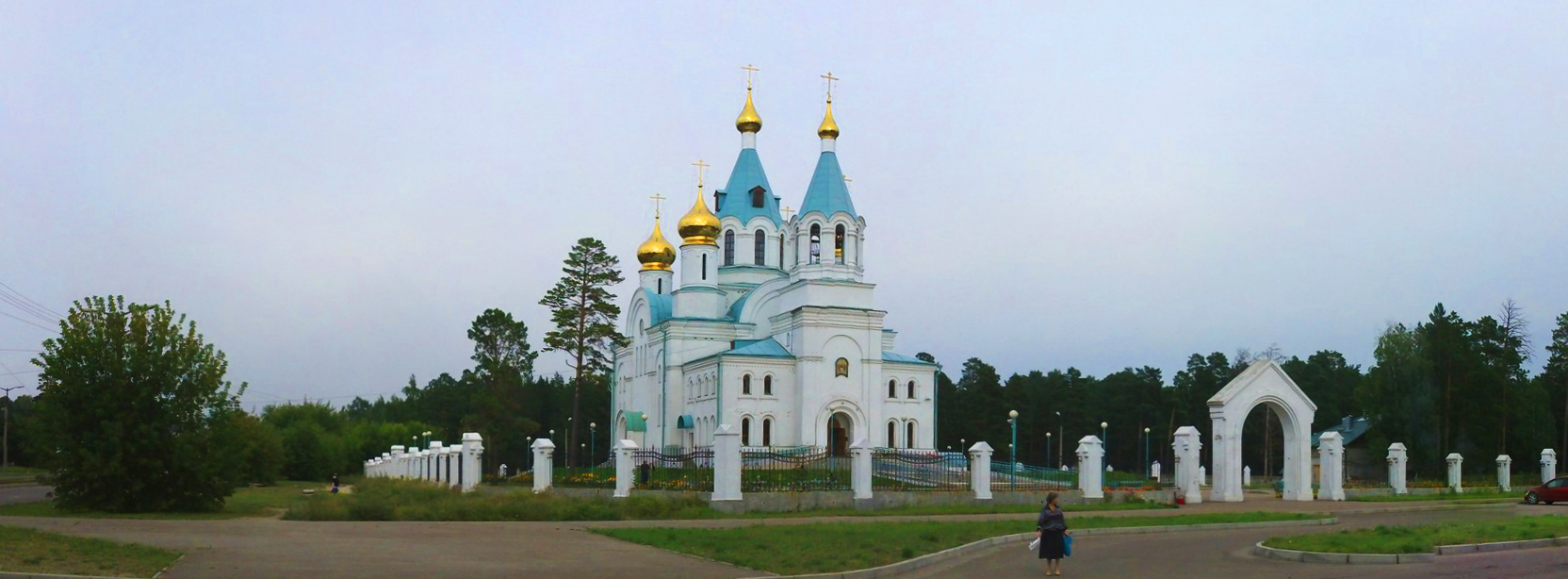
Kirche der heiligen Dreieinigkeit

## Städtepartnerschaften
Angarsk listet folgende Partnerstädte auf:
- Mytischtschi, Russland
- Jinzhou, Volksrepublik China
- Komatsu, Japan

## Söhne und Töchter der Stadt
- Anatoli Nagijew (1958–1981), Serienmörder
- Michail Popkow (* 1964), Polizeibeamter und Serienmörder
- Oleg Suchorutschenko (* 1965), Bobsportler[8]
- Alexej Tretjakow (* 1965), Maler, Designer und Restaurator
- Michail Tatarinow (* 1966), Eishockeyspieler
- Irina Belowa (* 1968), Leichtathletin
- Wadym Kulabuchow (* 1969), ukrainischer Eishockeyspieler
- Leonid Raswosschajew (* 1973), Politaktivist
- Marija Konowalowa (* 1974), Langstreckenläuferin
- Sergei Kriwokrassow (* 1974), Eishockeyspieler
- Alexander Skugarew (* 1975), Eishockeyspieler
- Artjom Detyschew (* 1978), Eisschnellläufer
- Alexander Popow (* 1980), Eishockeyspieler
- Michail Sewostjanow (* 1980), Eishockeyspieler
- Sergei Sewostjanow (* 1980), Eishockeyspieler
- Jewgeni Lalenkow (* 1981), Eisschnellläufer
- Aljona Kartaschowa (* 1982), Ringerin
- Alexei Kopeikin (* 1983), Eishockeyspieler
- Witali Schulakow (* 1983), Eishockeyspieler
- Denis Stassjuk (* 1985), Eishockeyspieler
- Jewgeni Rybnizki (* 1989), Eishockeyspieler
- Anastassija Kotscherschowa (* 1990), Bobsportlerin[9]
- Nikolai Stoljarenko (* 1991), Eishockeyspieler
- Ignat Semtschenko (* 1992), Eishockeyspieler